# Doyle Bramhall
Doyle Bramhall (17 de febrero de 1949 – Alpine (Texas), 12 de noviembre de 2011) fue un cantante, guitarrista y batería de blues estadounidense con raíces profundas en la escena musical de Austin (Texas).

## Carrera
Bramhall se unió a los The Chessmen con Jimmie Vaughan mientras estaba en el instituto. El grupo fue el telonero de Jimi Hendrix en Dallas. En 1969, se trasladó a Austin y formó el grupo Texas Storm con Jimmie Vaughan. En la década de los 70, Bramhall formó el grupo The Nightcrawlers con Marc Benno, en el que también estaba el hermano pequeño  Jimmie Stevie Ray Vaughan a la guitarra. En The Nightcrawlers, Bramhall coescbririó "Dirty Pool," que apareció en el disco de debut de Stevie Ray Vaughan, Texas Flood. También escribió otras canciones para el joven Vaughan, como "Life by the Drop" del disco The Sky Is Crying, y tocó la batería en el único álbum de los Vaughan, Family Style.
Bramhall grabó tan solo un álbum en solitario en 1994, en el que aparecen los hermanos Vaughans y su propio hijo Doyle Bramhall II. También colaboró con Jennifer Warnes en la década de los 90.

## Discografía
- Groovin' with Big D – Kathy & the Kilowatts (Lectro-Fine Records, 1991)[3]
- Bird Nest on the Ground (Antone's, 1994)
- Fitchburg Street (Yep Roc, 2003) U.S. Billboard Top Blues Albums No. 6[4]
- Is It News (Yep Roc, 2007) U.S. Top Blues Albums No. 7[4]